# دخول العثمانيين الحرب العالمية الأولى
دخلت الإمبراطورية العثمانية في الحرب العالمية الأولى في 29 أكتوبر 1914، عندما نفذت سفينتان تم شراؤهما حديثًا ويديرهما طاقم بحارة ألمان بقيادة أدميرالهم الألماني غارة على البحر الأسود، وهو هجوم مفاجئ ضد الموانئ الروسية. ردت روسيا بإعلان الحرب على الإمبراطورية العثمانية في 1 نوفمبر 1914 وتبعها حلفاء روسيا (بريطانيا وفرنسا) في 5 نوفمبر 1914. ولم تتضح دوافع العثمانيين على الفور. بما أن الإمبراطورية لم تكن متحالفة رسميا مع أي من القوى العظمى.
وفي النهاية أدى هذا القرار إلى وفاة مئات الآلاف من العثمانيين، والإبادة الجماعية الأرمينية وسقوط السلطنة وإلغاء الخلافة العثمانية.

## الخلفية

### أسباب تخلف الدولة العثمانية
كان القرن التاسع عشر هو فترة انهيار الدولة العثمانية، فأطلق عليها لقب «رجل أوروبا المريض»، حيث ازداد خضوع السلطنة اجتماعيًا واقتصاديًا وعسكريًا للقوى الأوروبية العظمى في ذلك العصر. وكانت أراضيها المترامية الأطراف شديدة التفكك والانقسام في جميع النواحي. وأن أكثر المناطق تطوراً موجود في محيط إسطنبول وأراضيها الأوروبية المسماة روملي، لكن تطورها لايشبه التطور الأوروبي. وسادت ظروف إنتاج العصور الوسطى في الأجزاء النائية من السلطنة، مثل شبه الجزيرة العربية والعراق وجبال آسيا الصغرى. وفي عصر يقظة القومية كان من الضروري أن تختلط العديد من الأديان والأعراق في العالم العثماني. حيث كان الأتراك أقلية عرقية في كل مكان تقريبًا في السلطنة: ففي أراضي البلقان المتقلصة، وفي آسيا الصغرى حيث الأكراد والأرمن، وفي الأجزاء النائية من السلطنة حيث العرب يشكلون الأغلبية. وكان المجتمع منقسمًا دينياً أيضًا. فالدين الإسلامي هو السائد، لكن كانت الطوائف الدينية المختلفة معادية لبعضها البعض. وكان الوضع معقدًا بسبب أقلية مسيحية كبيرة في أجزاء كثيرة من الإمبراطورية (لبنان وسواحل الأناضول وأرمينيا ومصر وأغلبية السكان في البلقان)، حيث احتضنت أفكار العالم الغربي والأفكار القومية المتعاطفة مع الدول الأوروبية.
الغالبية العظمى من السكان كانوا أميين. ومتوسط العمر المتوقع عند الولادة أقل بكثير من متوسط العمر المتوقع عند الأوروبيين. والبنية التحتية للمواصلات متخلفة، وبناء السكك الحديدية كان صعبًا. بالإضافة إلى عدم التزام الجيش بمعايير العصر، فأسلحته كانت قديمة، ولم يبدأ بإنتاج المعدات القتالية الحديثة، لم يبدأ حتى بتشغيل المحركات، وكان الأسطول يتألف من عدد قليل من السفن القديمة والصغيرة. وفي بداية القرن العشرين، بعد قرن من التقهقر النسبي البطيء، ازداد ضعف السلطنة بسبب عدم الاستقرار السياسي والهزيمة العسكرية والصراع المدني وانتفاضات الأقليات القومية.

### التدهور الإقليمي وحكومة الاتحاد والترقي
طمعت أوروبا التي لها مستعمرات حول العالم في الدولة العثمانية بعد تدهور أوضاعها. فأبرمت بريطانيا وفرنسا سنة 1878 معاهدة سرية لتقسيم أراضي السلطنة في إفريقيا. فقامت فرنسا في 1881 بعد حملة قصيرة بانتزاع تونس من الدولة العثمانية. وبعدها بعام غزت بريطانيا مصر. وقد مهدت الإصلاحات العسكرية العثمانية التي لا تعد ولا تحصى الطريق لتحويل الجيش الكلاسيكي العثماني إلى جيش حديث الذي شهد الحرب العالمية الأولى. ولكنه خلال تلك الفترة واجه العديد من التحديات، مثل استقلال الجبل الأسود سنة 1860، الذي أضحى إمارة ذا درجة عالية من الحكم الذاتي، ثم استقلت صربيا وبلغاريا في 1878. وفي نفس العام نزلت القوات الإنجليزية في قبرص. وفي سنة 1908 أعلنت إمبراطورية النمسا-المجر أن البوسنة والهرسك ملك لها. وكذلك الاضطرابات داخل الدولة (مثل التمرد في ولاية اليمن وتمرد دروز حوران)، والاضطرابات السياسية المستمرة في السلطنة: مثل استيلاء الأتراك الشباب على السلطة في الأستانة في سنة 1908، وقاموا بتنصيب السلطان محمد الخامس كواجهة في 1909. ونفذ الحكم الجديد برنامجا للإصلاح لتحديث النظام السياسي والاقتصادي للسلطنة وإعادة تحديد طابعها العرقي. وأعاد الأتراك الشباب الدستور العثماني لسنة 1876 وعاود عقد المجلس العمومي العثماني، وبدأ بالفعل العهد الدستوري الثاني. وقد أنشأوا في الخفاء أحزابهم. ومن أهم تلك الأحزاب جمعية الاتحاد والترقي وحزب الحرية والائتلاف المعروف أيضا بالاتحاد الليبرالي أو الوفاق الوطني. وأجريت انتخابات عامة في أكتوبر ونوفمبر 1908، وأصبحت جمعية الاتحاد والترقي حزب الأغلبية. ثم أعقبه انقلاب آخر في 1912، ثم تلاه غارة على الباب العالي في 1913.
وهكذا فقد تضررت الدولة العثمانية من الثورات المطالبة بالاستقلال والحركات القومية، وتعثرت الجيوش التركية في جميع أنحاء البلقان. فأبرمت إيطاليا صفقة سرية مع القوى العظمى لمصادرة أجزاء من تركيا. فشنت حرباً في 1911 بذريعة ملفقة هي أن الحاكم التركي في طرابلس عامل رجال الأعمال الإيطاليين بوقاحة، فاستولت على ليبيا من الأتراك. وفي ذروة الهجوم الإيطالي شن اليونانيون والصرب والبلغار هجومًا منسقًا على معظم أراضي تركيا الأوروبية، وقسموها فيما بينهم. وإن تمكن العثمانيون من استعادة أجزاء بسيطة منها سنة 1912. فقد شارك الجيش العثماني في القتال الفعلي المستمر خلال السنوات الثلاث الماضية.

### التأثير البريطاني
كانت العلاقات الدولية في بداية القرن العشرين متعدد الأقطاب، فلم تبرز فيه دولة واحدة أو دولتين. منحت تعدد القطبية العثمانيون تقليديًا القدرة على مواجهة قوة واحدة ضد الأخرى، وهو ما فعلوه أحيانًا بمهارة بارعة. في البداية تحولت الاتحاد والترقي والاتحاد الليبرالي إلى بريطانيا. وقد دعمت ألمانيا نظام عبد الحميد الثاني واكتسبت موطئ قدم قوي. من خلال تشجيع بريطانيا على التنافس ضد ألمانيا وفرنسا، كانت السلطنة تأمل في كسر سيطرة فرنسا وألمانيا والحصول على قدر أكبر من الحكم الذاتي للباب العالي. ازداد العداء ضد ألمانيا عندما ضمت حليفتها النمسا-المجر البوسنة والهرسك. وذهبت صحيفة طنين [الإنجليزية] الموالية للاتحاديين إلى حد الإشارة إلى أن دافع فيينا في القيام بهذا العمل كان توجيه ضربة للنظام الدستوري وإثارة ردة فعل شعبية لإسقاطه. ذهب إلى لندن اثنان من الاتحاديين البارزين، أحمد رضا باشا والدكتور ناظم باشا، إلى لندن لمناقشة خيارات التعاون مع السير إدوارد غراي والسير تشارلز هاردينج.
هؤلاء [المندوب العثماني] أجابوا بأن لدينا اتفاقية قبرص التي كانت لا تزال سارية.
وفي بداية 1914 وفي أعقاب حروب البلقان (1912–1913)، أصبحت جمعية الاتحاد والترقي على اقتناع بأن التحالف مع بريطانيا والوفاق هو وحده الكفيل بضمان بقاء ما تبقى من الإمبراطورية. وجاء رد بريطانيا السير لويس ماليه الذي أصبح سفيرا لبريطانيا لدى الباب العالي سنة 1914 حيث أشار إلى أن:
تتمثل الطريقة التي تتبعها تركيا في ضمان استقلالها في إقامة تحالف معنا أو التعهد بالاتفاق الثلاثي. وهناك أسلوب أقل خطورة [يعتقد] أنه سيكون بموجب معاهدة أو إعلان ملزم لجميع القوى باحترام استقلال ونزاهة هذه الملكية التركية الحالية، التي قد تذهب إلى حد الحيدة، ومشاركة جميع الدول العظمى في المراقبة المالية وتطبيق الإصلاح|السير لويس دو بان ماليه.
لم يكن بإمكان جمعية الاتحاد والترقي أن تقبل تلك المقترحات. وأعرب أعضاؤها عن شعورهم بالخيانة بسبب ما نظروا فيه من تحيز السلطات الأوروبية ضد العثمانيين أثناء حروب البلقان، وبالتالي فإنهم لا يثقون في إعلانات القوى العظمى بشأن استقلال السلطنة ونزاهتها بشكل مجرد؛ وكان إنهاء المراقبة المالية الأوروبية والإشراف الإداري أحد الأهداف الرئيسية لجمعية الاتحاد والترقي. ويبدو أن السير لويس مالوت السفير قد غفل تماما عن ذلك.

### التأثير الألماني المتزايد
استنزفت حروب البلقان في 1912 و1913 الموارد الاقتصادية للدولة العثمانية. فقدم الفرنسيون والبريطانيون والألمان مساعدات مالية، ولكن عارض فصيل مؤيد لألمانيا قاده أنور باشا الملحق العسكري العثماني السابق في برلين الأغلبية الموالية لبريطانيا في الحكومة العثمانية وحاول تأمين علاقات أوثق مع ألمانيا. فلم يكن أمام تركيا أي فرصة لمواجهة القوى الغربية أو تطلعات استقلال دول البلقان. ولمنع أي خسارة أخرى أو عزلة دبلوماسية سعت حكومة إسطنبول إلى حلفاء بين القوى الإمبريالية في ذلك العصر. فتوجهت نحو ألمانيا، حيث استغلت حكومة برلين إمكاناتها في تركيا. فتدهور العثمانيين لعب دورًا رئيسيًا في الاستراتيجية الألمانية «Drang nach Osten» (التوجه نحو الشرق). فلم تطالب بتنازلات من العثمانيين، ولم تستقطع مناطق لنفسها، لكن وجودها كان في النقاط الاستراتيجية والمهمة في البلاد، مما أكسب الدبلوماسيون الألمان هيمنة داخل الدولة. كما أن الضباط الألمان ساعدوا في تدريب الجيش وإعادة تجهيزه، فأرسلوا في ديسمبر 1913 الجنرال أوتو ليمان فون ساندرز في بعثة عسكرية إلى الأستانة. وحين اندلعت الحرب أوكلت إليه قيادة دفاعات جاليبولي، فألحق الهزيمة بالحلفاء. مما زاد من نفوذهم داخل الجيش التركي. وبدأت الشركات الألمانية تستثمر في الأراضي التركية، وأكبرها كان بناء خط سكة حديد اسطنبول - بغداد عبر الدولة العثمانية. ولكن كان هناك نزاع قائم منذ زمن طويل بشأن تلك السكة بين بريطانيا وألمانيا، وكانت تلك كفيلة بمنح ألمانيا قوة تجاه دائرة نفوذ بريطانيا (الهند وجنوب فارس). وقد حُلت القضية في يونيو 1914، إذ وافقت برلين على عدم تشييد الخط جنوب بغداد، وعلى الاعتراف بالمصلحة البريطانية الراجحة في المنطقة، وبذلك انتهت القضية إلى حل يرضي الطرفين فلم يكن ذلك من أسباب اندلاع الحرب. تم تعزيز التحالف الألماني التركي من خلال المعاهدات السرية والقروض الضخمة، وإن ظلت بريطانيا هي القوة المهيمنة في المنطقة. كان موقع الدولة العثمانية الجغرافي يعني أن روسيا وفرنسا وبريطانيا لديها مصلحة في حياد الأتراك، إذا ماجرت هناك حرب في أوروبا.

### الموقف الروسي
كان اقتصاد روسيا المتوسع يتحول بسرعة وبشكل مقلق إلى الاعتماد على المضائق البحرية العثمانية في الصادرات، بحيث أن ربع المنتجات الروسية تمر فعليًا عبر المضائق، وبذلك شكلت السيطرة على المضائق وعلى إسطنبول أولوية مهمة للمخططات الدبلوماسية والعسكرية الروسية. وخلال الاضطرابات العامة المترافقة مع ثورة تركيا الفتاة والانقلاب العثماني المعاكس 1909، فكرت روسيا في إنزال فرق عسكرية في العاصمة العثمانية. في مايو 1913 أولت البعثةُ العسكرية الألمانية إلى أوتو ليمان فون ساندرز مسؤولية تدريب الجيش العثماني وإعادة تنظيم صفوفه. لم يكن ذلك مقبولًا لدى سانت بطرسبرغ، فنظمت روسيا مخططًا لاجتياح واحتلال ميناء طرابزون على البحر الأسود أو بلدة بايزيد في شرق الأناضول بهدف الثأر، ولم يكن بمقدور الروس آنذاك إيجاد حل عسكري من أجل تنفيذ اجتياح كامل يحتمَل أن يتأتى عن هذا الاحتلال صغير النطاق.
وإذ لم يتوفر الحل عن طريق احتلال بحري للقسطنطينية، فقد تمثل الخيار التالي في تعزيز الجيش الروسي القوقازي. وفي سياق دعم جيشها أسست روسيا صلات محلية مع جماعات إقليمية ضمن الدولة العثمانية. واعتزم الروس أن يجري العمل بالتنسيق بين الجيش والبحرية ووزارات المالية والتجارة والصناعة من أجل حل مشكلة النقل وتحقيق التفوق البحري وزيادة عدد الرجال والعتاد المدفعي المخصص للعمليات البرمائية، الأمر الذي يحتاج هذا الجيش تحقيقه خلال التعبئة. وقرر الروس أيضًا توسيع شبكة الخطوط الحديدية القوقازية التابعة لروسيا باتجاه الدولة العثمانية. دقت طبول الحرب الروسية في 1913، وكانت روسيا آنذاك تطالب بتنفيذ حزمة إصلاحات أرمنية.

## التحالفات

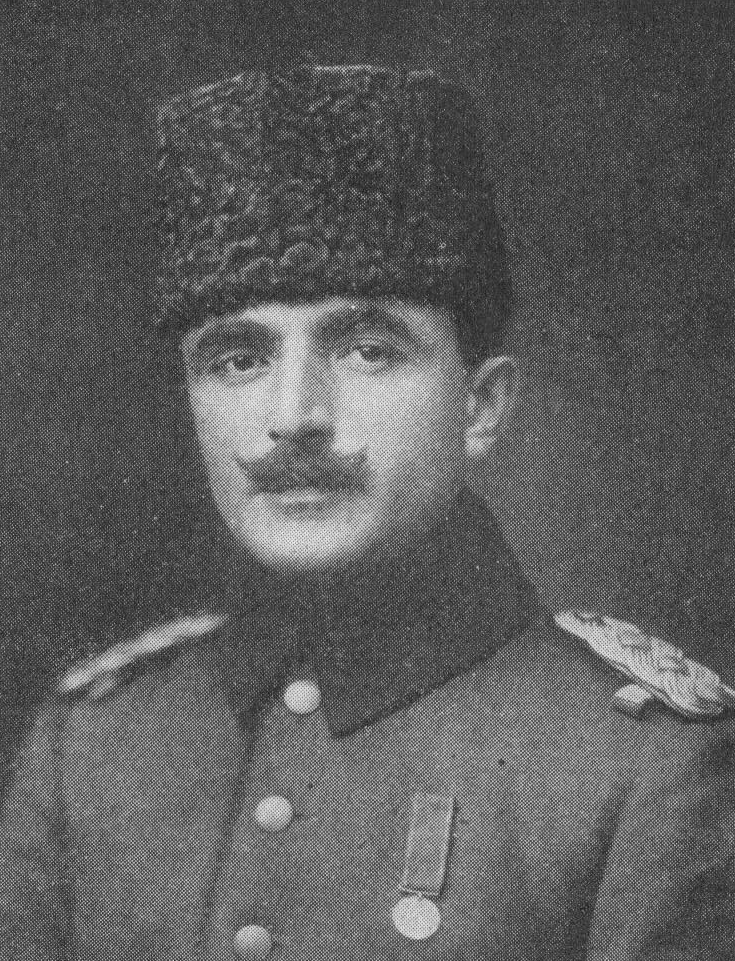
أنور بيك لاحقا أنور باشا، وزير الحربية العثماني

خلال أزمة يوليو بعد اغتيال الأرشيدوق فرديناند سنة 1914، عرض الدبلوماسيون الألمان على تركيا تحالفًا مناهضًا لروسيا ومكاسب إقليمية في القوقاز وشمال غرب إيران ومنطقة بحر قزوين [الإنجليزية]. تم عزل الفصيل الموالي لبريطانيا في مجلس الوزراء بعد أن أخذ السفير البريطاني إجازة حتى 18 أغسطس. مع تعمق الأزمة في أوروبا، كانت السياسة العثمانية هي الحصول على ضمان لوحدة الأراضي والمزايا المحتملة غير مدركين أن البريطانيين قد يدخلون في الحرب الأوروبية. وفي 22 يوليو اقترح وزير الحربية العثماني أنور باشا تحالفًا عثمانيًا ألمانيًا على السفير الألماني في الأستانة البارون هانز فون وانغنهايم. ولكن ألمانيا رفضت الاقتراح، معتبرة أن تركيا ليس لديها شيء ذا قيمة تقدمه. فقد كان أنور ملحقًا عسكريًا في برلين من 1909 إلى 1911، ولم تكن علاقاته جيدة مع البعثة العسكرية الألمانية (وبالذات علاقته الشخصية بأوتو ليمان فون ساندرز)؛ فقد وضع ثقته في جنوده وجيشه، واستاء بشدة من التدخل العسكري الألماني. وكذلك قدم الصدر سعيد حليم باشا اقتراحات مماثلة للسفير النمساوي المجري. ولكن لم يوافق أي من الدبلوماسيين على المقترحات. فسافر جمال باشا إلى باريس في يوليو 1914 لهذا الغرض. إلا أنه عاد إلى إسطنبول بزخرفة عسكرية فرنسية لكن بدون تحالف. في البداية دعت الحكومة العثمانية، وخاصة وزير الدولة طلعت باشا إلى الانحياز إلى البريطانيين. لكن بريطانيا رفضت. بعد رفض تقرب أنور في 22 يوليو لألمانيا أمر القيصر فيلهلم الثاني بإعادة النظر فيها. بدأت المفاوضات مجددا في 28 يوليو بمشاركة أنور وطلعت وسعيد حليم باشا. في المعاهدة الدفاعية السرية الناتجة، التي وقعت في 1 أغسطس، حيث تعهدت ألمانيا بالدفاع عن الأراضي العثمانية إذا تعرضت للتهديد، مقابل انضمام تركيا إلى ألمانيا إذا أجبرتها التزامات المعاهدة الألمانية مع النمسا على الدخول في حرب، لكنها لن تقاتل إلى جانب ألمانيا إلا إذا التزمت بلغاريا معها. وفي 30 يوليو 1914 أي بعد يومين من اندلاع الحرب في أوروبا وافق القادة العثمانيون على تشكيل تحالف سري مع الألمان ضد روسيا، على الرغم من أنه لم يُطلب منهم القيام بعمل عسكري.
وفي 2 أغسطس 1914 أمرت السلطنة العثمانية التعبئة العامة، معلنة أنها ستبقى محايدة، حيث توقعت السلطات اكتمال التعبئة في غضون أربعة أسابيع. خلالها أراد سعيد حليم قضاء بعض الوقت في رؤية تطور الأحداث، قبل أن يرتبط بأي ارتباطات أخرى مع ألمانيا. وأراد رؤية نتائج (خاتمة) المفاوضات مع رومانيا وبلغاريا واليونان. وقد اتخذ سعيد حليم قرارين:

أولهما هو طلب من السفير الألماني بعدم التدخل في الشؤون العسكرية، وكذلك عدم تدخل القائد الألماني الجنرال ليمان فون ساندرز في السياسة.

ثانياً: وجه بإعادة فتح المفاوضات مع السفيرين الفرنسي والروسي.

وفي 9 أغسطس عين أنور باشا ليمان فون ساندرز آمرًا للجيش الأول. فسر الروس هذه المهمة على أنها تحسين لدفاعات المضيق. وفي الواقع فقد استبعد ليمان فون ساندرز من دورة اتخاذ القرارات عالية المستوى لكونه في الجيش الأول. ولكن في منتصف شهر أغسطس طلب ليمان فون ساندرز رسميًا تسريحه ليعود إلى ألمانيا. لقد فوجئ تمامًا عندما قام طاقمه بنقل المعلومات المتعلقة بمعركة أوديسا.
وفي 3 أغسطس أعلنت الحكومة العثمانية رسميًا الحياد. وفي 5 أغسطس أبلغ أنور الروس أنه على استعداد لتقليل عدد القوات على طول الحدود الروسية وتعزيز الحامية في شرق تراقيا، لمنع بلغاريا أو اليونان من التفكير في الانضمام إلى القوى المركزية. في 9 أغسطس أبلغ سعيد الألمان أن رومانيا قد اقتربت مع الأستانة وأثينا بشأن تشكيل اتفاقية حياد ثلاثية (عثمانية - يونانية - رومانية).
في 6 أغسطس 1914 الساعة 0100 استدعى سعيد حليم السفير الألماني إلى مكتبه لإبلاغه بأن مجلس الوزراء قد قرر بالإجماع فتح المضيق أمام الطرادين الألمانيين جوبان وبريسلاو اللذان كانا تحت المطاردة من السفن البحرية الملكية. وكذلك السفن نمساوية-مجرية المرافقة لهم. ثم قدم سعيد إلى وانغنهايم ستة مقترحات - وليست شروط - وافق السفير على الفور وتم التوقيع عليها في وقت لاحق من ذلك اليوم:
1. دعم إلغاء الامتيازات الأجنبية.
2. دعم التفاوض على اتفاقيات مع رومانيا وبلغاريا.
3. إذا تم احتلال أي من الأراضي العثمانية من قبل أعداء ألمانيا خلال الحرب، فلن توقف ألمانيا الحرب حتى يتم إخلاء تلك الأراضي.
4. إذا دخلت اليونان الحرب وهُزمت من قبل الإمبراطورية العثمانية، فستتم إعادة جزر بحر إيجة إلى العثمانيين.
5. تعديل للحدود العثمانية في القوقاز ليسهل الوصول إلى أذربيجان الروسية التي يقطنها مسلمون.
6. تعويضات الحرب.[31]

وافقت الحكومة الألمانية لاحقًا على هذه المقترحات، حيث بدا أنها لن تلعب دورها إلا في حالة أنها في وضع يمكنها من إملاء الشروط في مؤتمر السلام. وقام وانغنهايم نيابة عن الحكومة الألمانية، بشراء صحيفة إقدام [الإنجليزية]، أكبر صحف السلطنة، والتي بدأت في ظل الملكية الجديدة في الإساءة بصوت عالٍ إلى بريطانيا وفرنسا وروسيا باعتبارهم أعظم أعداء الإسلام مع تذكير قرائها بأن الإمبراطور الألماني قد نصب نفسه حاميًا للإسلام. وازدادت أعداد الألمان من المدنيين والجنود بالوصول إلى إسطنبول، الذين كما أفاد السفير الأمريكي هنري مورغنثاو قد ملأوا جميع المقاهي ويجوبون الشوارع في ساعات الصباح الأولى، وهم يصيحون ويغنون الأغاني الوطنية الألمانية، بينما كان الضباط الألمان يقودون سيارات ضخمة في الشوارع يوميًا.
في 9 أغسطس 1914 عقب قرار التعبئة العامة، كان أنور باشا يتواصل مع السفير الروسي جيرس. وصلت تلك المحادثات إلى نقطة اقترح فيها أنور تحالفًا عثمانيًا روسيًا في هذا اليوم. وقد وضع المؤرخون تفسيرين بشأن اقتراح أنور. فالتفسير الأول يعتقد بأن الاقتراح هو حيلة لإخفاء التحالف الألماني. وذكر التفسير الثاني أن أنور كان يتصرف وفقًا لقرار سعيد حليم وكانوا يحاولون بصدق إيجاد حل قابل للتطبيق لإبقاء الدولة العثمانية خارج الحرب عند هذا التقاطع. من الواضح أنه لم يكن هناك أي عضو في القيادة العثمانية ملتزم بالحرب في هذه المرحلة، كانوا يحاولون تعظيم خياراتهم.
في 19 أغسطس 1914 تم توقيع تحالف عثماني بلغاري [الإنجليزية] في صوفيا خلال الشهر الافتتاحي للحرب العالمية الأولى، على الرغم من أن كلا الموقعين كانا محايدين في ذلك الوقت. ووقع وزير الداخلية طلعت باشا ورئيس مجلس النواب خليل بك على المعاهدة نيابة عن السلطنة، ووقع رئيس الوزراء فاسيل رادوسلافوف نيابة عن مملكة بلغاريا. أبدت السلطنة وبلغاريا تعاطفًا مع بعضهما البعض لأنهما عانتا نتيجة خسارة الأراضي مع انتهاء حروب البلقان (1912-1913). كما أقاموا علاقات مريرة مع اليونان. كان من الطبيعي والمفيد لهم العمل على تطوير السياسات التي تمكنهم من اكتساب مواقع أفضل داخل المنطقة. ربما كان التحالف العثماني البلغاري شرطًا أساسيًا لانضمام بلغاريا إلى قوى المركز بعد دخول تركيا الحرب.
وفي 9 سبتمبر 1914 ألغى الباب العالي من جانب واحد الامتيازات الممنوحة للقوى الأجنبية. وقع السفراء البريطانيون والفرنسيون والروسيون والإيطاليون والنمساويون-المجر والألمان مذكرة احتجاج مشتركة، لكن سفيرا النمسا-المجر وألمانيا أبلغوا الصدر الأعظم بأنهم لن يضغطوا على هذه القضية. وفي 1 أكتوبر رفعت الحكومة العثمانية الرسوم الجمركية التي كانت تخضع سابقًا لسيطرة إدارة الدين العام العثماني، وأغلقت جميع مكاتب البريد الأجنبية.
في 28 سبتمبر قامت الحكومة العثمانية في تحد لمعاهدة 1841 التي تنظم استخدام المضائق التركية التي تربط البحر الأسود بالبحر الأبيض المتوسط، بإغلاق المضائق التركية أمام الشحن الدولي، مما تسبب في ضربة هائلة للاقتصاد الروسي. كانت المضائق حيوية للتجارة الروسية وللاتصالات بين الحلفاء الغربيين وموسكو.
وفي 2 أكتوبر قرر مجلس الوزراء البريطاني [الإنجليزية] التخلي عن دعمه المستمر منذ قرن من الزمان للدولة العثمانية ضد التهديدات الروسية، والسبب هو أن التحالف مع روسيا كان أكثر أهمية. والمطلب الرئيسي هو ابتعاد روسيا عن براغ وفيينا وبودابست وبلغراد وبوخارست وصوفيا من خلال منحها القسطنطينية بعد هزيمة العثمانيين. لطالما أرادت روسيا السيطرة على الأستانة والمضيق في المقام الأول حتى تتمكن من الوصول بحرية تامة إلى البحر الأبيض المتوسط، ووافقت على تلك الشروط في نوفمبر.

### استيلاء بريطانيا على السفن العثمانية
وجزء من برنامج تحديث الأسطول التابع للحكومة العثمانية طلبت للبحرية العثمانية بناء بوارج في أحواض بناء السفن البريطانية سنة 1911 و 1913. وهما السلطان عثمان الأول [الإنجليزية] وسفينة رشادية [الإنجليزية]، كما تم إصدار أمر ثالث، لكن الميزانية لم تستطع تحمل عبء برنامج كامل الأسطول، لذلك تم إلغاؤها. وفي سنة 1914 تم تقديم طلب رابع، وكان سيطلق عليه الفاتح، لكنه ألغي بسبب اندلاع الحرب. وفي 28 يوليو 1914 طلب ونستون تشرشل الاستيلاء على تلك السفن الحربية، وكانت بارجة السلطان عثمان الأول قد اكتملت واستعدت للإبحار. على الرغم من التساؤلات حول شرعية مثل هذا الاستيلاء، إلا أنه تم قبول الطلب في اجتماع لمجلس الوزراء في 31 يوليو. وفي 2 أغسطس استولى عليها البريطانيون، مع أن الحكومة العثمانية قد دفعت في 3 أغسطس الدفعة الأخيرة من رشادية وسلطان عثمان الأول، لكن تمت مصادرتهم دون تعويض من قبل ونستون تشرشل آمر البحرية البريطانية، وتم تجنيدهما في البحرية الملكية البريطانية في اليوم التالي باسم HMS Agincourt و HMS Erin. وقد أثار هذا الإجراء غضب الرأي العام التركي، فتغلبت الحكومة على صعوبات التمويل من خلال جمع التبرعات العامة لبناء السفن الحربية ومنح التكريم البحري للمساهمين، مما جعل الأهالي قريبين جدًا من القضية وجعل السفن ملكًا لهم. احتجت الحكومة التركية على الإجراء الإنجليزي لكن دون جدوى. وبسبب ذلك تم عزل العناصر الموالية لبريطانيا في إسطنبول. وقد عرض أنور باشا الذي كان يعلم أن تركيا على وشك خسارتهما بيع السفن إلى ألمانيا في محاولة ثانية للحصول على معاهدة تحالف.

## دخول الحرب

### لجوء الطرادين جوبان وبريسلاو إلى إسطنبول
في أغسطس 1914 كان الطرادين الحربيين ألمانيين إس إم إس جوبان وإس إم إس بريسلاو التابعين للبحرية الألمانية في جنوب فرنسا على البحر الأبيض المتوسط قبيل الحرب. حيث أمضوا وقتهم في موانئ الأدرياتيكي، لكنهم هربوا بعد أن شعروا برياح الحرب حتى لا يعلقوا في البحر الأدرياتيكي. وفي اليوم الأول من الحرب، أقفلت أمامهم الموانئ الفرنسية، ففروا شرقًا من مطاردة الأسطولين الفرنسي والبريطاني [الإنجليزية] الذي فاقهم عددا، (لم يكن اختراق مضيق جبل طارق أمرًا ممكنًا). ونجحوا في تجاوز قاعدة الأسطول الإنجليزي في مالطا ووصلوا إلى ميسينا في إيطاليا المحايدة في 4 أغسطس 1914. أصرت السلطات الإيطالية على مغادرة الألمان في غضون 24 ساعة حسب قواعد القانون الدولي. علم الأدميرال سوشون أن النمسا والمجر لن تقدم أي مساعدة بحرية في البحر الأبيض المتوسط وأن السلطنة لا تزال محايدة وبالتالي لا ينبغي له أن يتجه إلى إسطنبول، إلا أنه اختار التوجه إليها على أي حال. وفي 6 أغسطس 1914 الساعة 0100 استدعى الصدر الأعظم سعيد حليم باشا السفير الألماني إلى مكتبه لإبلاغه بأن مجلس الوزراء قد قرر بالإجماع فتح المضيق لجوبان وبريسلاو، وأمام أي سفن نمساوية مرافقة لهما.
في 9 أغسطس طلب الصدر الأعظم نقل غوبن إلى السيطرة التركية عن طريق بيع وهمي؛ ولكن حكومة برلين رفضت ذلك. وبعد ظهر يوم 10 أغسطس قبل التوصل إلى أي اتفاق وصلت السفن الألمانية إلى مدخل مضيق الدردنيل، وأذن أنور باشا بدخولها. اعترض الوزير على أن وجود السفن سابق لأوانه ويمكن أن يؤدي إلى إعلان حرب من قبل الوفاق قبل التوصل إلى الاتفاق الضروري مع بلغاريا. وجدد طلبه بالبيع الوهمي. وفي 11 أغسطس 1914 وصلت السفن إلى إسطنبول بعدما فتحت الحكومة العثمانية مضيق الدردنيل للسماح لهما بالمرور بتوجيه من سفن تركية في المقدمة، وفشلت المطاردة البريطانية. على الرغم من أنه مطلوب من الحكومة العثمانية بموجب القانون الدولي لأنها طرف محايد، أن تمنع الوجود العسكري للسفن. احتجت إنجلترا وفرنسا على الفور على قبول البوارج الألمانية وطالبت بطردهما. وللالتفاف على تلك القوانين؛ وقعت ألمانيا وتركيا عقد بيع. بحيث أضحت السفينتان الحربيتان مملوكتين لأتراك رسميًا، وانضما إلى القوات البحرية العثمانية في يوم 16 أغسطس. وأصبح الاسم الجديد لجوبان هو «ياووز»، وبريسلاو هو «مدللي». استمرت السفن في تشغيلها من قبل أطقم ألمانية. تم تعيين قائد الأسطول وهو الأدميرال سوشون الألماني قائدا عاما للأسطول التركي. وارتدى الطاقم الألماني الزي العثماني والطربوش التركي. نظر السكان الأتراك إلى ألمانيا بقدر كبير من الامتنان على البارجتين اللتين تلقوهما كالهدايا، كما هو الحال مع الغضب من المملكة المتحدة. رداً على مصادرة رشادية والسلطان عثمان، أنهت تركيا اتفاقها البحري مع المملكة المتحدة في 15 أغسطس.
أغلق العثمانيون المضيق خلف السفن الألمانية، وقام الجيش بتلغيم الدردنيل ورفض السماح لعبور السفن الفرنسية والبريطانية من غربي روسيا. ثم في 22 أغسطس فتحت المضائق فتحًا غير متوقعًا، حيث سمح لسفن الوفاق التي تقطعت بها السبل في البحر الأسود بالإبحار. ومع ذلك تم إغلاقه مرة أخرى في بداية سبتمبر بعدما أجبرت السفن الحربية الإنجليزية سفينة تجارية تركية على العودة إلى بحر إيجه. وفي 15 سبتمبر أُجبرت سفينة بعثة بحرية إنجليزية بقيادة الأدميرال ليمبوس على مغادرة تركيا.
وقد صرح ونستون تشرشل عن هروب هذه السفن:
«كان الأدميرال سوشون يبحر بلا هوادة حول الجزر اليونانية سعيًا للتأكد من الأتراك على إدخاله في الدردنيل. لقد أضاع 36 ساعة في دينوزا وأجبر على استخدام جهازه اللاسلكي في عدة مناسبات. ولم يدخل الدردنيل إلا مساء اليوم العاشر. لقد نزلت اللعنة بشكل لا رجعة فيه على الإمبراطورية العثمانية والشرق. - ونستون تشرشل اللورد الأول للأميرالية»
بعد ان تولى الأدميرال فيلهلم سوشون من البحرية الإمبراطورية الألمانية قيادة البحرية العثمانية، أمر في 27 سبتمبر من تحصينات الدردنيل بإغلاق الممر، وهو تصرف لم يراجع فيه الحكومة العثمانية، مما زاد الانطباع بأن العثمانيين يوالون ألمانيا. أدى الوجود البحري الألماني ونجاح الجيوش الألمانية في أوروبا إلى منح الفصيل الموالي لألمانيا في الحكومة العثمانية تأثيرًا كافيًا على الفصيل الموالي لبريطانيا لإعلان الحرب على روسيا.
وفي 14 سبتمبر أمر أنور باشا من الأدميرال سوشون بأخذ سفنه إلى البحر الأسود وإطلاق النار على أي سفينة روسية يواجهونها. كانت تلك مشكلة من نواح كثيرة، حيث من المفترض أن يكون هذا التوجيه الذي أصدره أنور بصفته القائم بأعمال القائد العام للقوات المسلحة يكون من رئيسه وزير البحرية جمال باشا. وقد أجبر سعيد حليم مجلس الوزراء على التصويت في مسألة توجيه أنور وتم إبطال القرار. وفي الوقت نفسه أراد سوشون القيام برحلات تدريبية، وقد اشتكى إلى وانغنهايم من عدم تواصله مع الحكومة العثمانية، فأمره بالتواصل مباشرة معها. فأجرى محادثات مع سعيد حليم في 18 سبتمبر. إلا أن سعيد حليم مما أكد وانغنهايم لم يكن سعيدًا بهذا الطلب، فقد كان يخشى ألا يكون سوشون ولا سفنه تحت السيطرة العثمانية. وفي بداية سبتمبر وصلت بعثة بحرية ألمانية، مكونة من حوالي 700 بحار ومتخصصين في الدفاع الساحلي بقيادة الأدميرال جيدو فون يوزدوم، لتعزيز دفاعات المضائق. وكان من المقرر وفقًا لتلك البعثة أن يتلقى سوشون تكليف لعام واحد في البحرية العثمانية، والتي من شأنه أن تضعه مباشرة تحت أوامر جمال باشا. بالإضافة فقد مُنع الألمان من ممارسة التدريبات في البحر الأسود.
في 24 سبتمبر 1914 تم تكليف الأدميرال سوشون في البحرية العثمانية برتبة نائب أميرال. حيث كانت له قيادة مباشرة للأدوات الحربية. لم يصل ليمان فون ساندرز إلى هذا المستوى من الاستقلال. كان ولاء سوشون للسلطنة العثمانية محل تساؤل، ولكن تمكنت ألمانيا من خلاله من استخدام آلة الحرب العثمانية بشكل مستقل.
وإلى حد ما وضع سعيد حليم سوشون وسفنه تحت السيطرة العثمانية. كانت هناك علاقة قيادة غير ناجحة بين السلطنة وسوشون. وقد تجاهل وزير البحرية أحمد جمال باشا نوعا ما تلك الأحداث في مذكراته، حيث لم يكتب في مذكراته الفترة بين 12 و 30 أكتوبر.

### مسببات الحرب
أصدر جمال باشا في أكتوبر تعليمات لكبار المسؤولين بأن لسوشون الحق في إصدار الأوامر. ولكنه لم يكتب في مذكراته عن سبب تلك التعليمات. وافق سوشون في لجنته البحرية العثمانية على عدم خوض تدريبات في البحر الأسود، وفي أكتوبر أخذ سفنه التي ترفع علمًا ثقيلًا ومزينة بالأبيض إلى البحر الأسود.
وفي 25 أكتوبر أصدر أنور باشا تعليمات إلى سوشون بالمناورة في البحر الأسود ومهاجمة الأسطول الروسي «إذا سنحت فرصة مناسبة» لم يتم تمرير هذا الأمر من خلال سلسلة القيادة العادية، وتجاهلتها وزارة البحرية. ولم يتم إبلاغ مجلس الوزراء العثماني ولا سعيد حليم باشا.
في 26 أكتوبر تلقت البحرية العثمانية أوامر بتزويد السفن المتمركزة في ميناء حيدر باشا. تم الإعلان عن مغادرة السفن للقيام بتمرين استطلاعي. كان هناك أيضًا أمر مختوم من سوشون. وفي 28 أكتوبر أعيد تنظيم الأسطول العثماني في أربعة أجنحة قتالية. ذهب كل واحد إلى مواقع منفصلة على طول الساحل الروسي. وفي 29 أكتوبر (الجناح الأول) كان سوشون على متن سفينته الحربية المفضلة جوبان أو ياوز، وترافقه عدة مدمرات. فتح النار على بطاريات مدفعية على سيفاستوبول في الساعة 6:30 (الجناح الثاني). وصلت بريسلاو أو مدللي إلى ميناء ثيودوسيا على البحر الأسود بالضبط الساعة 6:30 مساءً. وأبلغ سوشون السلطات المحلية عن أعمال عدائية ستبدأ في غضون ساعتين. فقصف الميناء من الساعة 9 حتى 10 مساءً. ثم انتقل إلى يالطا وأغرق عدة سفن روسية صغيرة. وفي الساعة 10:50 كان في نوفوروسيسك، وأنذر السكان المحليين، ثم أطلق النار على بطاريات الساحل وزرع ستين لغما. تضررت سبع سفن في الميناء وغرقت واحدة (الجناح الثالث). اشتبكت المدمرتان في معركة أوديسا (1914) في الساعة 6:30 صباحًا. وأغرقوا زورقين مسلحين وألحقوا أضرارا بمخازن الحبوب.
وفي 29 أكتوبر قدم الحلفاء مذكرة إلى الصدر الأعظم سعيد حليم باشا أشارت إلى أنهم أبرموا اتفاقًا مع مصر، وأن أي عداء تجاه مصر سيعامل على أنه إعلان حرب.
وفي 29 أكتوبر أيضًا عاد الأسطول العثماني بأكمله إلى الأستانة. وكتب أنور باشا رسالة تهنئة في الساعة 17:50.

### إعلان الحرب
رفض العثمانيون طلب الحلفاء بطرد البعثات العسكرية الألمانية. فبعد أن دمرت البحرية العثمانية زورقًا حربيًا روسيًا في معركة أوديسا يوم 29 أكتوبر 6:30 صباحًا، دخلت تركيا الحرب رسميًا إلى جانب قوى المركز في يوم 31 أكتوبر 1914. فأعلنت روسيا الحرب في 1 نوفمبر 1914. كان الصراع الأول مع روسيا هو هجوم بيرخمان في حملة القوقاز يوم 2 نوفمبر 1914.
وفي 3 نوفمبر غادر السفير البريطاني العاصمة العثمانية، وقصف سرب من البحرية البريطانية الحصون الدفاعية الخارجية في كوم كالي على الساحل الشمالي الأسيوي وسد البحر على الطرف الجنوبي من شبه جزيرة جاليبولي قبالة الدردنيل. أصابت قذيفة بريطانية مستودع في أحد الحصون، مما أسقط المدافع عن حواجزها وقتل 86 جنديًا.
في 2 نوفمبر أعرب الصدر الأعظم عن أسفه للحلفاء لعمليات البحرية. أعلن وزير الخارجية الروسي سيرجي سازونوف أن الأوان قد فات، وأن روسيا تعتبر هذه الغارة عملاً من أعمال الحرب. أوضح مجلس الوزراء العثماني عبثًا أن الأعمال العدائية بدأت دون موافقتها من قبل الضباط الألمان العاملين في البحرية. أصر الحلفاء على تعويضات لروسيا، وطرد الضباط الألمان من جوبين وبريسلاو، واحتجاز السفن الألمانية حتى نهاية الحرب.
ففي 5 نوفمبر قبل رد الحكومة العثمانية، أعلنت المملكة المتحدة وفرنسا الحرب على السلطنة. فرد العثمانيون بإعلان الجهاد في وقت لاحق من ذلك الشهر، وبدأوا حملة القوقاز بهجوم ضد الروس، لاستعادة المقاطعات العثمانية السابقة. وبدأت حملة بلاد الرافدين بإنزال بريطاني في البصرة.
وفي 11 نوفمبر 1914 أعلن السلطان محمد الخامس الحرب على بريطانيا وفرنسا وروسيا. وفي 13 نوفمبر 1914 أقيمت مراسم تمت فيها تقديم تبرير الحرب إلى السلطان محمد الخامس. وفي 14 نوفمبر جاء الإعلان الرسمي للحرب من قبل جمعية الاتحاد والترقي (حزب الأغلبية في البرلمان). ويمكن اعتبار إعلان البرلمان بأنه «إعلانًا بوجود الحرب». اكتملت القضية برمتها في ثلاثة أيام. أعد العثمانيون هجومًا على مصر في أوائل 1915 بهدف احتلال قناة السويس وقطع طريق البحر الأبيض المتوسط المؤدي إلى الهند والشرق الأقصى. بدأت الحرب في أغسطس 1914 في أوروبا، وانضمت الدولة العثمانية إلى الحرب إلى جانب ألمانيا والنمسا في غضون ثلاثة أشهر. كتب هيو شتراخان في سنة 2001 أنه في الإدراك المتأخر، كان القتال العثماني أمرًا لا مفر منه، بمجرد السماح لجوبن وبريسلاو بدخول الدردنيل. وكان سبب التأخير بعد ذلك هو عدم استعداد العثمانيين للحرب والحياد البلغاري، بدلاً من عدم اليقين السياسي.
| التاريخ  | المعلن                | ضد               |
| 1914     | 1914                  | 1914             |
| -------- | --------------------- | ---------------- |
| 1 نوفمبر | روسيا                 | الدولة العثمانية |
| 2 نوفمبر | صربيا                 | الدولة العثمانية |
| 3 نوفمبر | الجبل الأسود          | الدولة العثمانية |
| 5 نوفمبر | المملكة المتحدة فرنسا | الدولة العثمانية |
| 1915     |                       |                  |
| 21 أغسطس | إيطاليا               | الدولة العثمانية |
| 1916     |                       |                  |
| 31 أغسطس | الدولة العثمانية      | رومانيا          |
| 1917     |                       |                  |
| 2 يوليو  | اليونان               | الدولة العثمانية |

## ردود الفعل
أدت معركة أوديسا إلى خلق بيئة أزمة داخل القيادة العثمانية. إذ أبدى كل من سعيد حليم باشا ومحمد جواد بك احتجاجًا شديدًا على أنور باشا. كان الهجوم ضعيفًا وجاء على شكل غارات بحرية متفرقة، فلا يمكن أن يكون سوى استفزاز سياسي وليس عملية بحرية جادة. أعلم طلعت باشا وانغنهايم أن كامل أعضاء مجلس الوزراء -باستثناء أنور باشا- معترضون على الغارة البحرية.
خلال اليومين التاليين، كان كل شيء في حالة من الفوضى. قدم سعيد حليم باشا استقالته للسلطان، وقدم آخرون كثر استقالاتهم لسعيد حليم باشا. وكان محمد جواد بك وزير المالية واحدًا من أربعة وزراء استقالوا، إذ أعلن:
أكدت الخسائر في جاليبولي صحة كلامه. فعلى الرغم من اعتبار الاشتباك «انتصارًا» للعثمانيين، إلا أنهم عانوا من خسارة مريعة وصلت إلى ربع مليون جندي من أصل جيش قوامه 315,500 جندي في الأساس.
بدأت بشائر حل لتلك الفوضى في نهاية المطاف حين شرح أنور باشا لطلعت باشا الأسباب التي دعته إلى اتخاذ موقف مناصر لسياسة التدخل، غير أن أكبر دواعي التهدئة بدر عن روسيا، التي أعلنت الحرب في 1 نوفمبر، أي بعد يومين من 29 أكتوبر. ووجد سعيد حليم باشا نفسه في هذه الحالة يتحدث إلى روسيا وبريطانيا وفرنسا.

## الجاهزية العسكرية

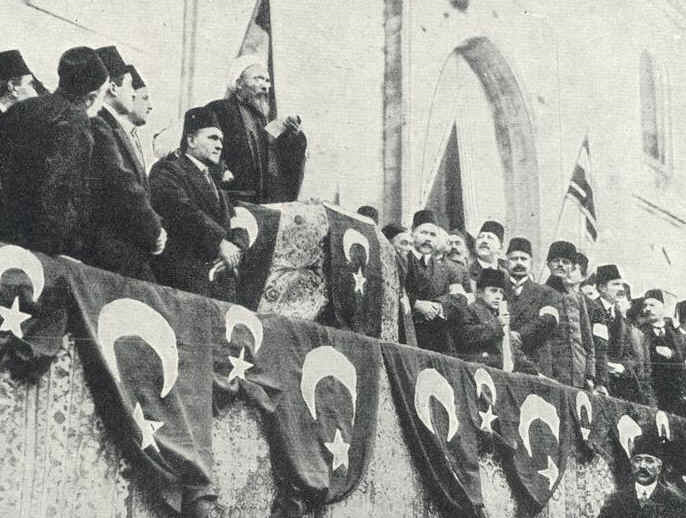
شيخ الإسلام وهو يعلن الجهاد ضد قوى الوفاق

كان قد أعِد قانون تجنيد إلزامي جديد بعد ثورة تركيا الفتاة من قبل وزير الحربية في أكتوبر 1908 (انظر التجنيد في الدولة العثمانية). ووفقًا لمسودة القانون، إذ كان على جميع الرعايا الذين تتراوح أعمارهم بين 20 و45 سنة أن يؤدوا الخدمة العسكرية الإلزامية. سمح مشروع القانون هذا بتعبئة الدولة لأكثر من مليون جندي وذلك للاستعداد الأفضل للحرب. وفقًا لـ A History of the Modern Middle East (2018) لـ William L. Cleveland ، حققت الإمبراطورية المتدهورة العديد من النجاحات غير المتوقعة خلال الحرب. وقال أن «قدرتها على تحمل أربع سنوات من الحرب الشاملة أثبت على مثابرة سكانها المدنيين والعسكريين في الدفاع عن النظام العثماني».
في 13 نوفمبر 1914 خلال مراسم جرت بحضور السلطان محمد الخامس ومع اقتباسات من الأحاديث النبوية، أعلِن الجهاد. وشرّعت خمسة آراء فقهية هذا الطلب، إذ دُعي جميع المسلمين –لا سيما سكان المناطق الخاضعة لحكم قوى الاستعمار البريطانية والفرنسية والروسية- للمرة الأولى إلى الانتفاض في وجه الكفار. وأبدى المجتمع الإسلامي عمومًا شيئًا من الحماسة تجاه هذه الاستغاثة في صفوف رجال الدين العرب، غير أن دعم شريف مكة كان أمرًا حاسمًا، إذ رفض الشريف حسين أن يربط نفسه، وقال أن الأمر قد يفرض حصارًا وربما قصف لموانئ الحجاز من البريطانيين (الذين يسيطرون على البحر الأحمر ومصر). وأخمِدت ردة فعل العالم الإسلامي الأكبر. ففي مصر والهند، على سبيل المثال، أكدت الآراء الشرعية على أنه من الإلزامي إطاعة البريطانيين.
وقع العبء الرئيسي في توفير القوة البشرية المقاتلة على كاهل فلاحي الأناضول الأتراك، الذين كانوا يشكلون نحو 40 بالمئة من كامل السكان العثمانيين في مستهل الحرب.

## التحليل
كانت هناك عدة عوامل ساهمت بالتأثير على الحكومة العثمانية، وشجعتها على دخول الحرب:
لم يكن دخول العثمانيين إلى الحرب نتيجة لتحضير دقيق ونقاش طويل في البرلمان (الذي كان غائبًا) والصحافة. بل كان نتيجة قرار متسرع من حفنة من القادة النخبويين الذين تجاهلوا الإجراءات الديمقراطية، وافتقروا إلى رؤية سياسية بعيدة المدى، وسقطوا ضحية سهلة للمكائد الألمانية وتوقعاتهم المثالية لاستعادة الأراضي المفقودة في البلقان. أدى دخول العثمانيين إلى الحرب إلى إطالة أمدها لمدة عامين وسمح للثورة البلشفية بالاحتضان ثم الانفجار سنة 1917، الأمر الذي أثر بعمق على مجرى تاريخ العالم في القرن العشرين.

### التهديد الروسي
كانت روسيا تشكل العامل المحوري من الناحية السياسية. حين جُرٌت بريطانيا إلى الوفاق الثلاثي وبدأت بتوطيد علاقاتها مع روسيا، فارتاب الباب العالي من ذلك، وهو الذي انساق تدريجيًا –مع معارضة البرلمان- إلى علاقة سياسية وثيقة مع ألمانيا، فالعلاقة القائمة بين المملكة المتحدة وفرنسا شجعت إيطاليا على الاستيلاء على طرابلس الغرب، إضافة إلى أن مخططات روسيا بشأن المضائق البحرية (بهدف الوصول السهل إلى البحر الأبيض المتوسط والمحيط الأطلسي من موانئ البحر الأسود) كانت معروفة تمامًا. وضعت تلك الظروف المملكة المتحدة وفرنسا وروسيا ضد ألمانيا. وحتى أن جمال باشا المناصر للوفاق لاحظ أنه لا خيار أمام الدولة العثمانية سوى أن تبرم اتفاقية مع ألمانيا بهدف تجنب العزلة في حال مرورها بأزمة أخرى.
كانت سياسة الباب العالي تميل بطبيعة الحال إلى الاعتماد على برلين، ووعد التحالفُ العثماني الألماني بعزل روسيا. في مقابل المال والسيطرة المستقبلية على أراضٍ روسية، تخلت الحكومة العثمانية عن موقفها الحيادي وانحازت إلى صف ألمانيا.

### الوضع المالي
بلغ دين الدولة العثمانية الإجمالي قبل الحرب 716 مليون دولار أمريكي، وكان لفرنسا 60 بالمئة من هذا المبلغ، ولألمانيا 20 بالمئة، وللمملكة المتحدة 15 بالمئة. كان من شأن الانحياز إلى صف ألمانيا، صاحبة الحصة المتدنية من الدين (20 بالمئة بالمقارنة مع 75 بالمئة)، أن وضع الدولة العثمانية في موضع يخولها إلى تسوية ديونها أو حتى تلقي عفو حربي. وبالفعل، في يوم توقيع معاهدة التحالف مع ألمانيا، أعلنت الحكومة عن نهاية دفعات سداد الدين الأجنبي. اقترح السفير الألماني تنظيم احتجاج مشترك مع بقية الدول الدائنة للعثمانيين، على أساس أنه من غير الممكن إلغاء القوانين التنظيمية الدولية من طرف واحد، غير أنه لم يُستطَع التوصل إلى اتفاق على نص العريضة الاحتجاجية.

### حتمية الحرب
تمثلت النقطة المسلّم بها ضمن كل هذه الجدالات في أن مجموعة صغيرة من السياسيين كانت تربط الدولة بقوى المركز، وكان السؤال الأكثر أهمية هو ما إن كانوا يملكون خيارات، وقد حاولت الدولة العثمانية أن تسلك درب الحياد قدر ما تسنى لها ذلك.

#### المخاطرة بكل شيء
صُورت الدولة العثمانية على أنها تخاطر بكل شيء في سبيل حل القضايا الإقليمية. في تلك المرحلة الزمنية، بناءً على السجلات، لم تكن الدولة العثمانية قد صاغت أهداف الحرب بشكل دقيق. ولم تخسر ألمانيا شيئًا، بل شكّلت مشكلة إستراتيجية بالنسبة إلى الوفاق، وكانت ألمانيا على العموم هي الرابح الأكبر من دخول الدولة العثمانية في الحرب.
من غير الصحيح القول إن الدولة العثمانية خاطرت بكل شيء، فقد ذهبت إلى الحرب شبه مجبرة. تعين استبعاد أنور باشا من منصبه، إذ كان احتفاؤه بمعركة أوديسا (1914) قد عزله عن بقية أعضاء مجلس الوزراء. من المحتمل أن أنور باشا كان يعرف عواقب أوديسا مسبقًا، وأظهره دفاعه بمظهر المتواطئ.

#### المناورات الألمانية
في غضون ثلاثة أشهر، تحولت الدولة العثمانية من الموقف الحيادي إلى الانغماس المزهو في الحرب.
عُزي الفضل في تغيير موقف الدولة العثمانية إلى السفير وانغنهايم ونائب الأميرال سوشون. كان السفير وانغنهايم مكلفًا في الدولة العثمانية، أما حضور فيلهلم سوشون فقد جاء وليد المصادفة. وقد قُلد ويلهلم سوشون وسام الاستحقاق، أعلى الرتب العسكرية لدى ألمانيا في 29 أكتوبر 1916.
كانت البحرية العثمانية تعدم القوة الثقيلة، وترسخت البعثة البحرية البريطانية بوصفها فرعًا مساعدًا. وصل الأميرال آرثر ليمبوس في أبريل 1912. وقُيض للبعثة البحرية البريطانية أن تتحول إلى بعثة تامة الأركان بوصول سفينتين حربيتين إلى الأحواض البريطانية كما تقضي الخطة. ولكن أنهى البريطانيون تلك البعثة بعد السيطرة على سفينتي السلطان عثمان الأول والرشادية في 2 أغسطس 1914. ومع الارتياب من شرعية مصادرة البريطانيين للسفينتين الحربيتين الحديثتين وما أعقب ذلك من غضب عام، أدى هذا التصرف إلى فتح المنصب أمام الأميرال سوشون، فناورت ألمانيا وملأت الفراغ. وأعلن ونستون تشرشل اللورد الأعلى للأميرالية أن لعنة لا رادّ لها قد حلت على الدولة العثمانية والمشرق.